# Omar Lotfi
Omar Lotfi (Casablanca, 8 november 1983) is een Marokkaanse acteur bekend van de film Casanegra.
Voor zijn rol als Adil in deze film werd hij in 2008 de winnaar van de Muhr Award op het internationaal filmfestival van Dubai en laureaat voor de prijs van beste acteur op het Brussels International Independent Film Festival van 2009.

## Langspeelfilms
- Casanegra (2008, Nour-Eddine Lakhmari)
- Tu te souviens de Adil (2008, Mohamed Zinddaine)
- Djinns (2010, Hugues Martin en Sandra Martin)
- Les Ailes De L'amour (2010, Abdelhaï Laraki)
- L'enfant cheikh (2012, Hamid Benani)

- Bibliothèque nationale de France: cb162088950 (data)
- International Standard Name Identifier: 0000 0000 8027 9929
- Virtual International Authority File: 121650578